# Ōnojō
Ōnojō (大野城市, Ōnojō-shi) est une ville située dans la préfecture de Fukuoka, sur l'île de Kyūshū, au Japon.

## Géographie

### Situation
Ōnojō est située dans l'ouest de la préfecture de Fukuoka, au sud-est de la ville de Fukuoka.

### Démographie
En mai 2020, la population d'Ōnojō s'élevait à 101 350 habitants répartis sur une superficie de 26,89 km2.

## Histoire
Ōnojō a acquis le statut de ville en 1972.

## Transports
Ōnojō est desservie par les lignes ferroviaires Kagoshima (JR Kyushu) et Tenjin Ōmuta (Nishitetsu).

## Personnalité liée à la municipalité
- Erika Sakae (née en 1991), volleyeuse